# Antigas províncias da França

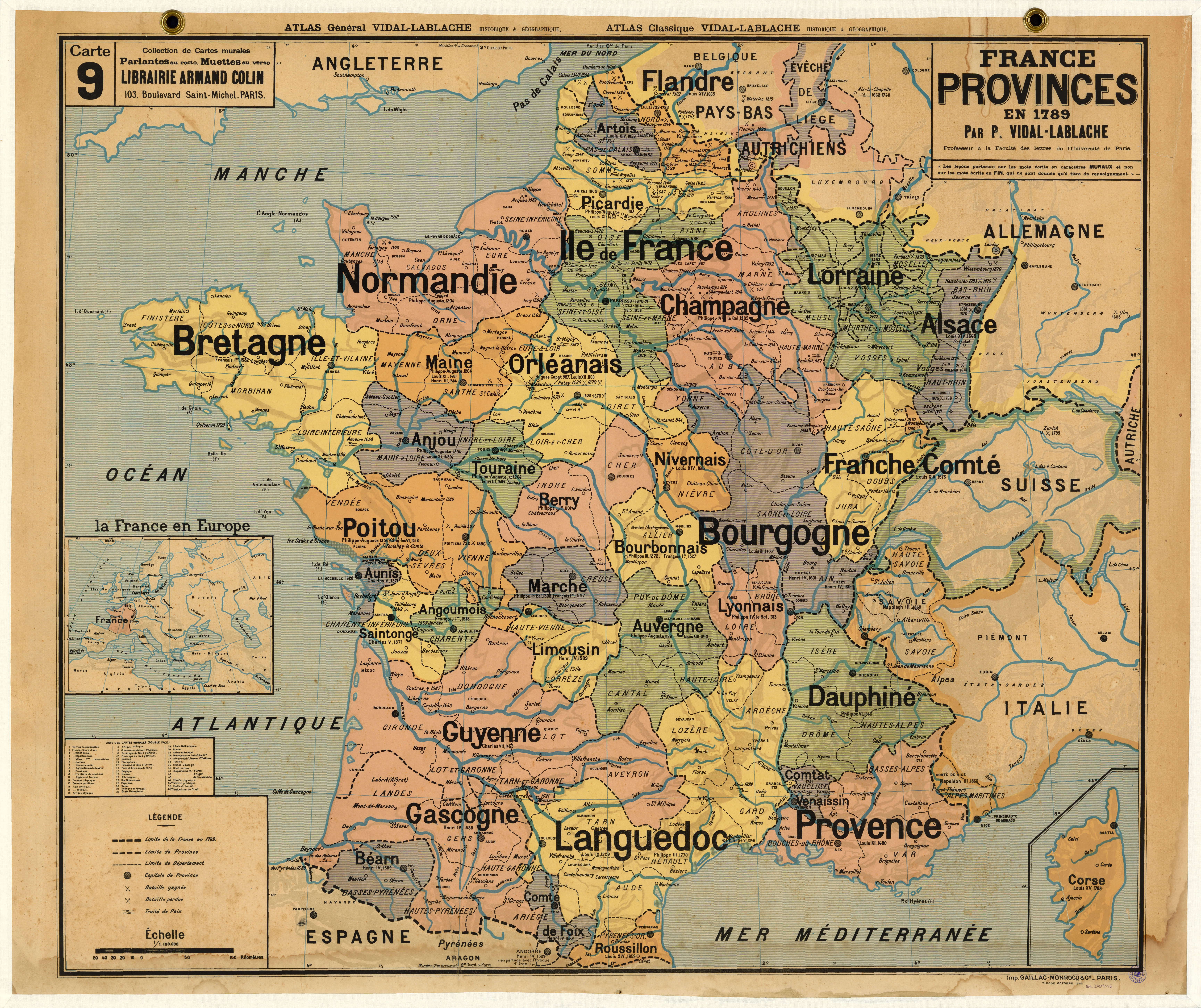
Mapa das províncias da França em sua forma final em 1789, pouco antes de sua abolição no ano seguinte.

O Reino da França esteve organizado em províncias até 4 de Março de 1790, altura em que foi suplantado pelo sistema de departamentos. A mudança constituiu uma tentativa de erradicar os conceitos de lealdade associados às posses feudais de terras e centralizar essa lealdade perante a Coroa francesa como entidade centralizada de governo.
Uma província era um território fixado por tradição e costumes, que o povo considerava como uma unidade, mas as províncias não possuíam nenhuma organização política. Portanto, seus territórios não possuíam limites estritos como acontece nas unidades administrativas nos dias de hoje, e a quantidade de províncias variam, dependendo do ponto de vista dos geógrafos. Hoje, quando as pessoas se referem as antigas províncias da França, elas na realidade se referem aos gouvernements na forma que eles existiam em 1789. Gouvernements foram regiões militares estabelecidas no meio do século XVI e cujos territórios se equiparam àqueles das províncias tradicionais. Entretanto, em alguns casos, pequenas províncias foram agrupadas com uma maior em um único gouvernement, desta forma, os gouvernements não são exatamente os mesmos das províncias tradicionais.
Pelo exposto acima, não existe uma lista oficial de províncias. A lista abaixo é frequentemente apresentada quando queremos estabelecer a lista de províncias às vésperas da Revolução Francesa.
Os nomes das antigas províncias são ainda utilizados hoje em dia para designar as regiões naturais, e algumas foram aproveitadas para designar as atuais regiões administrativas francesas.

## Províncias da França pré-República
(Numeração como no mapa ao lado, capitais entre parêntesis.)
1. Ilha de França (Paris)
2. Berry (Bourges)
3. Orleanês (Orleans)
4. Normandia (Ruão)
5. Languedoc (Toulouse)
6. Lionês (Lyon)
7. Delfinado (Grenoble)
8. Champanha (Troyes)
9. Aunis (La Rochelle)
10. Saintonge (Saintes)
11. Poitou (Poitiers)
12. Guiena e Gasconha (Bordéus)
13. Borgonha (Dijon)
14. Picardia (Amiens)
15. Anjou (Angers)
16. Provença (Aix-en-Provence)
17. Angoumois (Angoulême)
18. Bourbonnais (Moulins)
19. Marche (Guéret)
20. Bretanha (Rennes)
21. Maine (Le Mans)
22. Touraine (Tours)
23. Limusino (Limoges)
24. Foix (Foix)
25. Auvérnia (Clermont-Ferrand)
26. Béarn (Pau)
27. Alsácia (Estrasburgo)
28. Artois (Arras)
29. Rossilhão (Perpinhão)
30. Flandres, composta da Flandres Francesa e parte do Hainaut (Lille)
31. Franco-Condado (Besançon)
32. Lorena (Nancy)
33. Córsega (não está no mapa, Ajaccio)
34. Nivernais (Nevers)
35. Comtat Venaissin, uma terra dos Estados Pontifícios (Carpentras)
36. Cidade Imperial Livre de Mulhouse (Mulhouse)
37. Ducado de Saboia, uma terra do Reino da Sardenha (Chambéry)
38. Condado de Nice, uma terra do Reino da Sardenha (Nice)
39. Principado de Montbéliard, uma terra de Württemberg (Montbéliard)